# Gennadi Dmitrijewitsch Kondraschow
Gennadi Dmitrijewitsch Kondraschow (russisch Геннадий Дмитриевич Кондрашов, engl. Transkription Gennadiy Kondrashov; * 8. Dezember 1938 in Sugres, Oblast Swerdlowsk) ist ein ehemaliger russischer Hammerwerfer, der für die Sowjetunion startete.
Bei der Universiade gewann er 1961 Silber, 1963 Gold und 1965 erneut Silber.
1966 wurde er Elfter bei den Leichtathletik-Europameisterschaften in Budapest und 1968 Sechster bei den Olympischen Spielen in Mexiko-Stadt.
1963 und 1965 wurde er Sowjetischer Meister und 1963 Japanischer Meister. Seine persönliche Bestleistung von 70,52 m stellte er am 21. Juli 1968 in Leningrad auf.